# Purpurna močvirnica
Purpurna močvirnica (znanstveno ime Epipactis purpurata) je kukavičevka, ki je razširjena v Evropi.
Raste v Veliki Britaniji, na Danskem, v Španiji, Franciji, Belgiji, Nemčiji, Švici, na Madžarskem, Avstriji, na Češkem, Slovaški, na Poljskem, Romuniji, Italiji, Luksemburgu, Estoniji, Latviji, Litvi, Rusiji, Sloveniji, Hrvaški, Bolgariji, Grčiji in Ukrajini.